# Juan Godínez
Juan Godíñez (Úbeda, 1517-1571) fue un conquistador español, que participó en las campañas del Perú y Chile.

## Vida

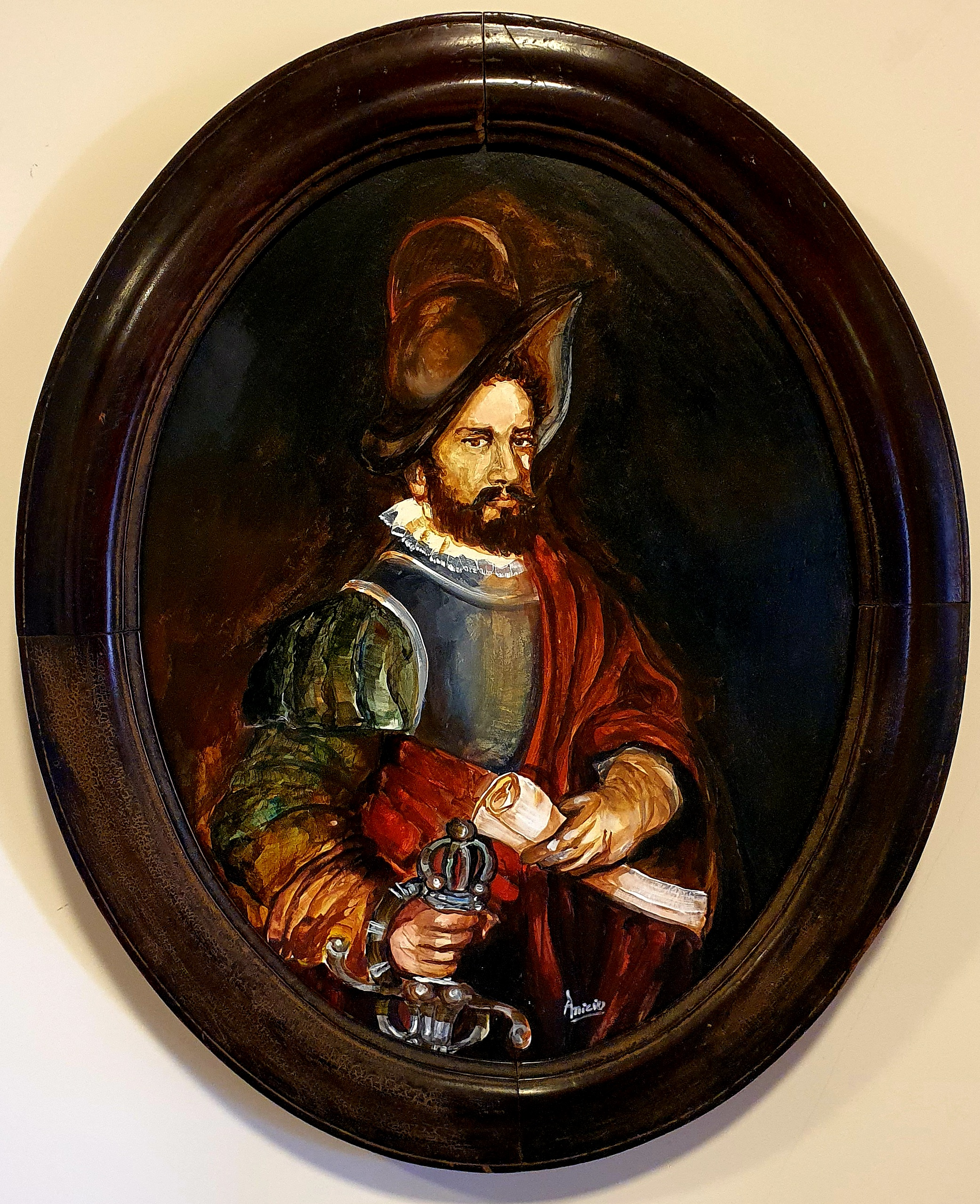

Juan Godínez, nació en la ciudad de Úbeda, España, pasó a América. En 1530.Después de estar en las campañas del Perú, fue con Diego de Almagro en la expedición de 1536 a Chile. Desempeñó servicios más adelante en Perú en la subyugación Manco Inca Yupanqui, y a la conquista de los Mojos con Pedro de Candía y de los Chiriguanos con Diego de Rojas. Luego fue con Pedro de Valdivia a Chile en 1540 y se mantuvo en las guerras de la conquista de Chile hasta la época de García Hurtado de Mendoza, marqués de Cañete.
Godíñez fue capitán de la caballería durante la campaña contra Lautaro, derrotándolo en 1556 en la batalla de Peteroa, destruyendo lo que quedaba del ejército de Lautaro cerca del río Maule. En 1557 participó en la defensa de Santiago de Chile, luego junto al gobernador Francisco de Villagra participó en batalla de Mataquito contra el ejército de Lautaro. Más tarde desempeñó servicios en el ejército de García Hurtado de Mendoza y en las campañas de la guerra de Arauco en el sur de Chile.
Fue encomendero de Choapa y regidor de Santiago de Chile en 1550, 1554 y 1556. Fiel ejecutor, procurador y alcalde de Santiago.
Había casado con Catalina de la Cueva en 1557, con quien tuvo ocho hijos. Además tuvo una hija mestiza, Leonor Godínez, mujer de Juan Hurtado, notario público de La Serena y Santiago.